# Cobus Reinach
Jacobus Meyer Reinach (Bloemfontein, 7 de febrero de 1990) es un jugador sudafricano de rugby que se desempeña como medio scrum y juega en Montpellier del Top 14 francés. Es internacional con los Springboks desde 2014 y se consagró campeón del Mundo en Japón 2019 y Francia 2023.

## Selección nacional
Heyneke Meyer lo convocó a los Springboks para disputar The Rugby Championship 2014 y debutó contra los Wallabies en el Estadio Newlands, sustituyendo a Francois Hougaard. En total lleva 14 partidos jugados y 30 puntos marcados, producto de seis tries.
Reinach fue nombrado en el equipo de Sudáfrica para la Copa Mundial de Rugby de 2019. El 8 de octubre de 2019, Reinach anotó un triplete en solo 20 minutos en una victoria 66-7 sobre Canadá, el triplete más rápido en la historia de la copa mundial de rugby. Sudáfrica ganó el torneo y derrotó a Inglaterra en la final. También participó en la Copa Mundial de Rugby de 2023 donde Sudáfrica se proclamó campeón, derrotando en la final a Nueva Zelanda.

### Participaciones en Copas del Mundo
Rassie Erasmus lo llevó a Japón 2019 como reserva; por detrás del titular Faf de Klerk y el suplente Herschel Jantjies. También fue llamado para Francia 2023.
| Mundial                       | Sede    | Resultado | PJ | Tries |
| ----------------------------- | ------- | --------- | -- | ----- |
| Copa Mundial de Rugby de 2019 | Japón   | Campeón   | 2  | 3     |
| Copa Mundial de Rugby de 2023 | Francia | Campeón   | 5  | 4     |

## Palmarés
- Campeón de The Rugby Championship de 2019.
- Copa Mundial de Rugby de 2019[3]
- Copa Mundial de Rugby de 2023
- Campeón de la Currie Cup de 2013.